# رسول خدابخش
رسول خدابخش (۱۳۲۵ خورشیدی در اردبیل) عضو هیئت امنای سازمان انرژی اتمی ایران، رئیس منطقه ۲ دانشگاه آزاد اسلامی شمالغرب ایران است. انتصاب او به ریاست دانشگاه مرکز تحصیلات تکمیلی در علوم پایه زنجان  با جنجال همراه بود.

## زندگینامه
درسال۱۳۲۵ در اردبیل متولد گردید.تحصیلات مقدماتی را در اردبیل گذراند.جهت ادامه تحصیل درمقطع کارشناسی در رشته فیزیک دانشگاه تربیت معلم تهران پذیرفته شد.پس از اتمام دوره لیسانس در سال ۱۳۵۶ در دانشگاه بیرمنگام انگلستان در رشته فیزیک و تکنولوژی نیروگاههای هسته‌ای فارغ التحصیل گردید.درسال۱۳۵۹ در رشته فیزیک نوترون از همان دانشگاه فارغ گردید.در سال ۱۳۷۰ موفق به دریافت مدرک مطالعاتی فیزیک از دانشگاه نیوساوت ولز استرالیا گردید.او در ۱۹ دی ۱۳۸۹ همسر و پسرش را در حادثه سقوط هواپیمای بوئینگ ۷۲۷     پرواز شماره 277 ایران ایر در ارومیه از دست داد.

### زمینه های تحقیقاتی مورد علاقه
- سوختهای پیشرفته برای نیروگاههای همجوشی
- اثر تشعشعات از جمله نوترونها بر خواص مواد
- مخازن سوختهای هیدروژنی برای خودروها
- مواد برای قلب نیروگاههای شکافتی

### دوره فعالیت
او هیئت ممیزه و مسئول کمیته تخصصی علوم پایه دانشگاه ارومیه، عضو و مسئول کمیته تخصصی گروه فیزیک دانشگاه آزاد اسلامی، رئیس دانشگاه آزاد اسلامی واحد ارومیه، عضو اعضاء هیئت مؤسس انجمن هسته‌ای کشور، عضو انجمن فیزیک ایران، عضو شورای فرهنگ عمومی استان آذربایجان غربی، عضو هیئت ممیزه دانشگاه امام حسین، عضو هیئت ممیزه سازمان انرژی اتمی ایران، عضو هیئت تحریریه علوم و فنون هسته‌ای سازمان انرژی اتمی ایران، عضو هیئت امنای سازمان انرژی اتمی ایران، رئیس منطقه ۲ دانشگاه آزاد اسلامی شمال غرب ایران است.

### جنجال ریاست دانشگاه تحصیلات تکمیلی زنجان
کامران دانشجو، وزیر علوم، تحقیقات و فناوری در طی حکمی در تاریخ سی مرداد ۱۳۸۹ دکتر یوسف ثبوتی را از ریاست مرکز تحصیلات تکمیلی در علوم پایه زنجان  که خود مؤسس آن بوده‌است برکنار کرد و دکتر رسول خدابخش را به سمت ریاست این دانشگاه برگزید. این حکم اعتراضات متعددی را در شهر زنجان و به ویژه میان دانشجویان در پی داشت. هم چنین مجمع نمایندگان استان زنجان در پی برکناری پروفسور یوسف ثبوتی از ریاست دانشگاه علوم پایه زنجان با ارسال نامه خطاب به وزیر علوم، تحقیقات و فناوری نسبت به این تصمیم واکنش نشان داد و خواستار تجدیدنظر وزیر علوم در این خصوص شد. در این خصوص عده‌ای از بازاریان زنجان با امضای طوماری خواستار لغو هرچه سریعتر حکم عزل یوسف ثبوتی شدند.

## منبع
1. ↑  «تنش و درگیری در مراسم تودیع پروفسور ثبوتی- تابناک». بایگانی‌شده از اصلی در ۷ آوریل ۲۰۱۴. دریافت‌شده در ۳۱ مارس ۲۰۱۴.
2. ↑  بیانیه جمعی از جامعه پزشکی زنجان در اعتراض به برکناری پروفسور ثبوتی - خانه بدون پدر خواب پریشان می‌بیند - روزنامه مردم نو
3. ↑  شاهدان عینی سخن می‌گویند-آنچه در علوم‌ پایه گذشت - روزنامه مردم نو
4. ↑  بیانیه مشترک جمشید انصاری و نصیری‌ قیداری نمایندگان زنجان و طارم در مجلس شورای‌ اسلامی - برکناری پروفسور ثبوتی را محکوم می‌کنیم- روزنامه مردم نو
5. ↑  زنجانی‌ها آماده استقبال باشند پیام پروفسور ثبوتی به فرزندانش: روز یکشنبه در میان شما خواهم بود روزنامه مردم نو